# شهرستان هیبارا، شیزوئوکا

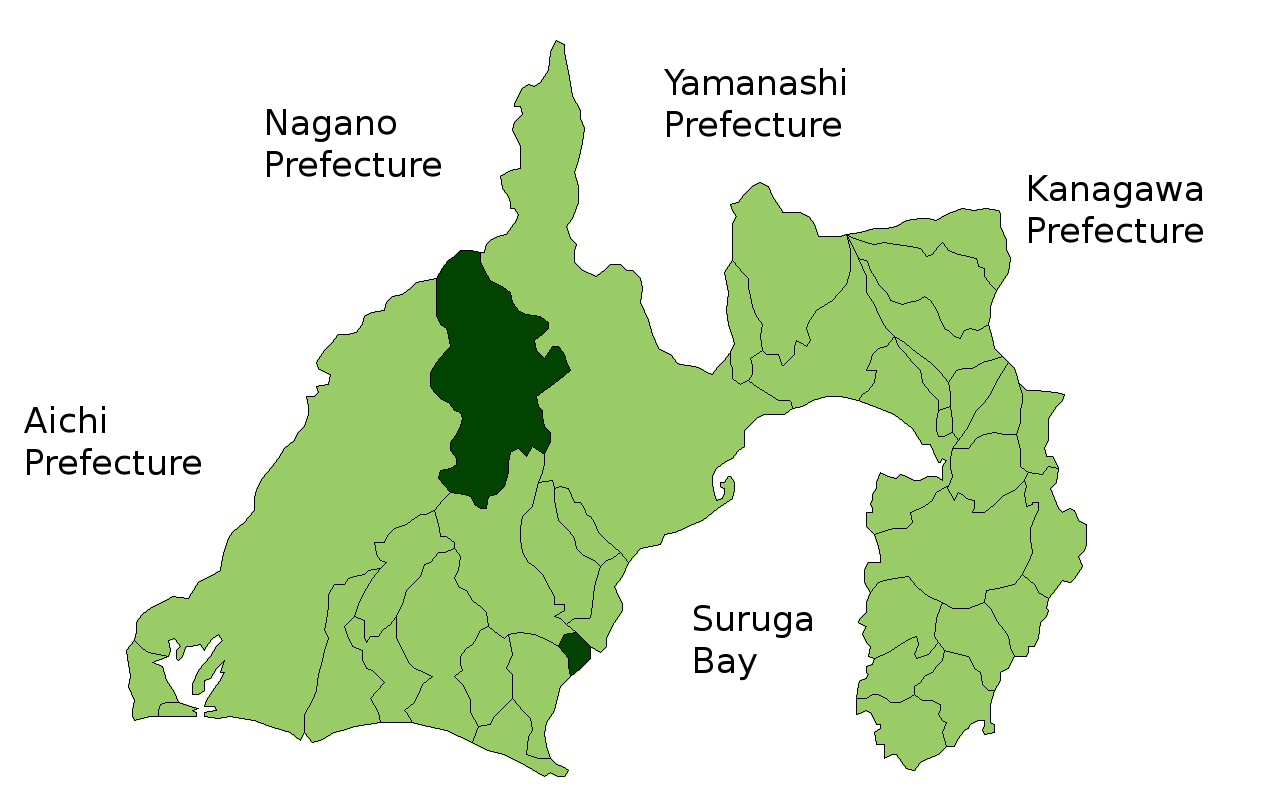

شهرستان هیبارا (انگلیسی: Haibara District, Shizuoka) یکی از شهرستان‌های ژاپن است که در استان شیزوئوکا در ژاپن واقع شده‌است.